# Давыдов, Александр Яковлевич
Алекса́ндр Я́ковлевич Давы́дов (1 марта 1958, Ленинград — 12 июня 1984, там же) — советский гитарист, певец, основатель и идеолог группы «Странные игры».

## Биография
Музыкальное творчество Давыдова началось в студенческой самодеятельности середины 1970-х годов: разовые проекты сводили его на одной сцене с Александром Ляпиным, Борисом Аксёновым, Сергеем Даниловым и другими, однако ни один из этих проектов так и не увидел продолжения.
Летом 1978 года, выступая с группой «Рубиновый Дождь» в летнем лагере Ленинградского университета в Туапсе, он познакомился с гитаристом политеховской группы «Верхний Бьеф» Виктором Сологубом. Летние джемы вылились в идею новой группы, и, вернувшись домой, они начали собирать музыкантов.
В результате была сформирована безымянная группа, в состав которой, помимо Сологуба и Давыдова (которые оба стали гитаристами и вокалистами), вошли басист Евгений Смелков, клавишник Владимир Сайко, саксофонист Сергей «Джеки» Перминов и барабанщик Виктор Васильев. Коллектив сменил множество названий («Сахарные трубочки», «Spartak», «Пряник») и после интенсивных репетиций весной 1980 года принял участие в рок-фестивале в Тарту (Эстония), а затем дал несколько концертов в Ленинграде. Однако после гастролей по южным курортам, где музыканты пытались заработать на инструменты и аппаратуру, группа распалась.
Весь следующий год прошёл в репетициях. К ноябрю 1981 года Давыдов и Сологуб, который сменил гитару на бас, нашли подходящих музыкантов: Григория Сологуба (младший брат Виктора), Алексея Рахова (саксофон, гитара) и Николая «Кроки» Куликовских (клавишные; играл с Давыдовым в «Рубиновом дожде»). Место барабанщика в составе группы пустовало, на репетициях за барабанной установкой чередовались приглашённые музыканты. Так продолжалось до тех пор, пока место за барабанами не занял универсальный Александр Кондрашкин.
Под названием «Группа Александра Давыдова» музыканты вступили в рок-клуб и дебютировали на новогоднем вечере в Ленинградском политехническом институте. Весной 1982 года группа сменила название на «Странные игры», которое впоследствии и закрепилось.
Тексты к своим песням участники группы черпали в поэзии французских дадаистов начала века (Тристан Тцара, Раймон Кено), мастеров французского шансона (Жак Брель, Жорж Брассенс).
С приходом в группу в сентябре 1982 второго клавишника и певца Николая Гусева формирование состава завершилось, начались регулярные выступления.
Александр Кушнир так пишет об Александре Давыдове:

Гитарист и вокалист Саша Давыдов добавлял в музыку «Странных игр» элемент очаровательной шизоидности. Он обожал поэзию Хармса, и в самом его образе было что-то абсурдистски-привлекательное — он носил то бороду, то бакенбарды и ходил в неизменных клетчатых брюках.
На концертах Давыдов держался, как правило, несколько в тени, но его истинную роль в группе переоценить было сложно.

Состоялся первый визит в Москву; вышел составленный из записей А. Мончадского и А. Тропилло альбом «Метаморфозы»; на 1-м фестивале рок-клуба (1983) они заняли 3-е место. Режиссёр Динара Асанова сняла фрагмент выступления группы для своего фильма «Милый, дорогой, любимый, единственный», вышедшего в 1984 году.
В апреле 1984 года Александр Давыдов вместе с Николаем Куликовских покинули группу по причине «художественных разногласий». После ухода Давыдов репетировал и собирался записываться с группой «Выход», а также подбирал музыкантов для своего рок-биг-бенда.
Скончался 12 июня 1984 года от сердечного приступа. Возможно, причиной смерти стала передозировка наркотиков.

## Личная жизнь
Был женат на Наталье Давыдовой, имел сына. В 1987 году вдова и сын эмигрировали в Чикаго.

## Дискография
- Метаморфозы (1983)
- Концерт в Ленэнерго (1984)